# Paul Grimm (prehistoriador)

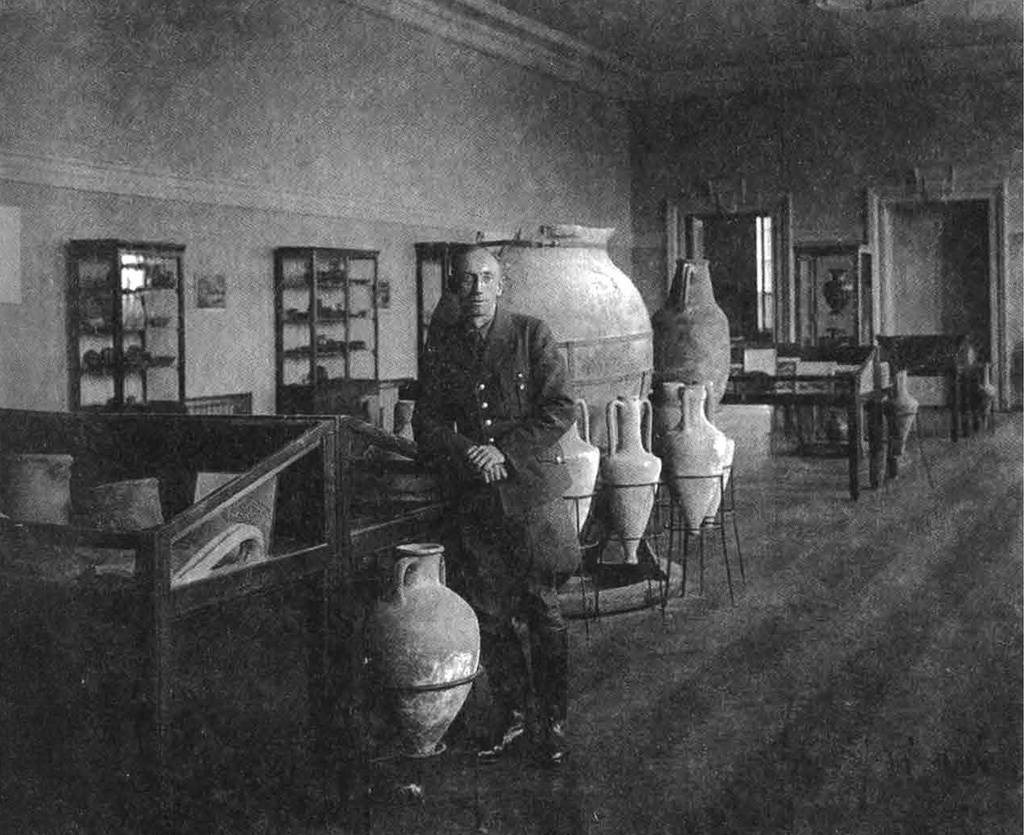
Paul Grimm en el Museo de Temprana Historia y Prehistoria de Kiev, que dirigía en aquel momento. 1942.

Paul Grimm (18 de agosto de 1907 en Torgau-19 de noviembre de 1993) fue un prehistoriador alemán y también pionero de la arqueología medieval, especialmente de la excavación de pueblos y castillos abandonados. Grimm desarrolló su trabajo en diferentes momentos, pero principalmente en el centro de Alemania. De hecho, su legado se hace presente incluso en los nombres de dos destacadas culturas arqueológicas neolíticas en la región: el grupo Baalberge y el grupo Salzmünde, los cuales llevan su influencia. Sus minuciosas excavaciones en Hohenrode y Tilleda son consideradas hitos fundamentales en la historia de la arqueología alemana.
Grimm fue un miembro destacado del movimiento Völkisch en las décadas de 1920 y 1930 y miembro del partido nazi desde 1933. Dirigió la Agencia Estatal de Prehistoria y Protohistoria en la Ucrania ocupada por los nazis durante la Segunda Guerra Mundial. La participación de Grimm en el saqueo de artefactos prehistóricos en los territorios ocupados por los nazis en Europa del Este es un tema que genera controversia en la actualidad. Después de la guerra vivió en Alemania Oriental, donde fue profesor en la Universidad Humboldt de Berlín desde 1955 hasta 1972.

## Vida

### Carrera temprana
Grimm, hijo de un pagador, nació en Torgau, se graduó en la escuela secundaria en Aschersleben en 1925 y luego asistió a la Universidad de Halle, donde estudió prehistoria, historia, arqueología clásica, estudios alemanes, geografía y geología hasta 1929. Participó por primera vez en una excavación en 1927 bajo la dirección de Hans Hahn. En 1929, Grimm se unió a la Oficina Estatal de Prehistoria como asistente de investigación. Ese mismo año, obtuvo su doctorado por su disertación titulada "Die vor- und frühgeschichtliche Besiedlung des Unterharzes und seines Vorlandes auf Grund der Bodenfunde" (La ocupación prehistórica y protohistórica del Bajo Harz y su área circundante basada en hallazgos arqueológicos). Sus examinadores en ese momento fueron Hahn y Georg Karo.
Grimm era miembro del Movimiento Juvenil Alemán y desde 1926 también miembro de la liga juvenil völkisch Adler und Falke (Águila y Halcón). Mucho antes de la toma del poder por los nazis, fue miembro de la Sociedad Mannus para la "Prehistoria Aria" y de la división prehistórica de la Liga Militante para la Cultura Alemana. El 1 de febrero de 1933, Grimm se unió al Partido Nazi y fue registrado como miembro del partido 1.447.316. Fue Blockleiter de 1933 a 1934. Ernst Klee. En 1935, Grimm fue curador y director en funciones de la Oficina Estatal de Estudios Volk en Halle. A partir de 1935, Grimm asumió el cargo de editor de la revista "Mitteldeutsche Volkheit – Hefte für Vorgeschichte, Rassenkunde und Volkskunde" (Estudios Volk de Alemania Central - Volúmenes sobre prehistoria, estudios raciales y estudios Volk). Durante su tiempo como editor, trabajó en colaboración con Heinz-Julius Niehoff, quien lideraba el departamento de Estudios Volk. Después de obtener su habilitación con su trabajo sobre la cultura de Salzmünde, trabajó como lector y director de la Oficina Estatal de Estudios Volk en Halle de 1939 a 1945.

### Segunda Guerra Mundial
El 22 de octubre de 1940, Paul Grimm fue llamado al servicio militar. Desde enero de 1942 hasta noviembre de 1942, Grimm fue empleado del "Sonderstabs Vor- und Frühgeschichte" (Grupo de Trabajo para la Prehistoria y la Protohistoria) en el grupo de trabajo del Reichsleiter Rosenberg. El Grupo de Trabajo Rosenberg era una subdivisión del partido nazi encargada de confiscar tesoros artísticos y culturales en toda la Europa ocupada por los alemanes y utilizarlos para promover la ideología nazi. Grimm también fue líder de la Agencia Estatal de Prehistoria y Protohistoria en Kiev. En este cargo, primero se le asignó la tarea de tomar el control de los diversos artefactos prehistóricos en Ucrania, especialmente aquellos que podrían usarse para defender el papel de los pueblos germánicos en la prehistoria ucraniana, y de organizar una exposición en Kiev para la Wehrmacht con sede en Ucrania. sobre las ideas históricas nazis. Organizó el traslado de la colección del Instituto de Arqueología de Kiev del destruido Lavra a un nuevo museo. En los años posteriores, tanto fuentes ucranianas como alemanas elogiaron el destacado servicio personal de Grimm, evidenciado en su sólido trabajo académico y su trato hacia el personal del museo ucraniano.
En noviembre de 1942, Grimm fue reclutado por segunda vez en el ejército. Después de ser dado de alta por enfermedad en diciembre de 1944, Grimm trabajó en el Instituto de Estudios Orientales de Dillinga. Allí, con varios colegas, Grimm administró el depósito más importante de artefactos prehistóricos y protohistóricos y objetos volkish saqueados de los territorios soviéticos ocupados. Inmediatamente antes de la llegada del ejército estadounidense en junio de 1945, Grimm fue ascendido a líder del "Bergungsstätte Höchstädt" (punto de recogida de Höchstädt). Grimm entregó las colecciones a los estadounidenses y en junio de 1945 dejó Höchstädt para trasladarse a Halle, sin ser cuestionado.
Ernst Klee, Gunter Schöbel, y Thomas Widera acusan a Grimm de ser al menos cómplice del robo de artefactos de los territorios ocupados. Grimm no había participado de manera demostrable en el transporte de artefactos ucranianos a Höchstädt desde Kiev, por lo que esta acusación es controvertida. Joachim Herrmann sostiene que Grimm no apoyó la apropiación e incluso la subvirtió. Sin embargo, dadas las actividades de Grimm en Kiev y Höchstädt, es imposible negar su conocimiento.

### Actividades de postguerra
En diciembre de 1945, Grimm fue despedido del servicio público por su pertenencia al partido nazi. El 26 de febrero de 1946, Paul Grimm fue arrestado por el NKVD e internado en el campamento especial de Torgau. En diciembre de 1946 lo llevaron de allí a Buchenwald, de donde fue liberado el 3 de febrero de 1950. Nunca fue sentenciado por los soviéticos y posteriormente fue invitado en varias ocasiones a conferencias arqueológicas en Rusia y Ucrania. En 1951 se convirtió en miembro de la Academia de Ciencias de Berlín Oriental y trabajó en la Comisión de Prehistoria y Protohistoria. Tras ocupar varios puestos docentes, se convirtió en profesor de la Universidad Humboldt de Berlín en 1955 y desde 1957 fue asistente del director del Instituto de Prehistoria y Protohistoria de la Academia de Ciencias. En 1955 también fue nombrado miembro del Instituto Arqueológico Alemán.
De 1956 a 1972 fue redactor jefe de la revista Ausgrabungen und Funde, Nachrichtenblatt für Vor- und Frühgeschichte (Excavaciones y Hallazgos, Actualidad en la Prehistoria y Protohistoria). Fue miembro del consejo editorial de Natur und Heimat (Naturaleza y Patria) de 1953 a 1962 y el Zeitschrift für Archäologie (Revista de Arqueología) desde su primer volumen en 1967 hasta 1973. Paul Grimm participó ampliamente en la erudición popular a través de artículos, folletos y recorridos por las excavaciones, así como a través de su membresía en la Asociación Cultural de la RDA, para la cual pronunció numerosas conferencias sobre muchos temas, en particular las excavaciones de Tilleda.
Las excavaciones pioneras realizadas por Grimm en el pueblo medieval abandonado de Hohenroda y en el palacio de Tilleda, considerado el primer Kaiserpfalz (palacio imperial) completamente excavado, representaron un gran avance en la arqueología alemana. Estas excavaciones, junto con sus contribuciones teóricas, posicionaron a Grimm como un pionero en el campo de la arqueología medieval. Él enfatizó la importancia de considerar tanto las fuentes arqueológicas como las literarias, otorgándoles una autoridad esencialmente igual. Además, Grimm estableció una estrecha conexión entre los datos arqueológicos e históricos.

## Publicaciones seleccionadas
- Hohenrode, eine mittelalterliche Siedlung im Südharz. [Hohenrode, un asentamiento medieval en el sur de Harz] Halle 1939 (= Veröffentlichungen der Landesanstalt für Volkheitskunde Halle, 11)
- Die vor- und frühgeschichtlichen Burgwälle der Bezirke Halle und Magdeburg. [Los movimientos de tierras prehistóricos y protohistóricos en los distritos de Halle y Magdeberg] Akademie-Verlag, Berlín 1958 (= Handbuch vor- und frühgeschichtlicher Wall- und Wehranlagen, ed. por Wilhelm Unverzagt, Parte 1 = Deutsche Akademie der Wissenschaften zu Berlin. Schriften der Sektion für Vor- und Frühgeschichte, vol. 6)
- Der Beitrag der Archäologie für die Erforschung des Mittelalters. [El valor de la arqueología para la investigación sobre la Edad Media] (en Heinz A. Knorr (Ed.): Probleme des frühen Mittelalters in archäologischer und historischer Sicht, Akademie-Verlag, Berlín 1966, págs. 39–74)
- Tilleda; eine Königspfalz am Kyffhäuser Teil 1. Die Hauptburg. [Tilleda; un Palacio Real en Kyffhäuser. Parte 1. El Donjon] Akademie-Verlag, Berlín 1968 (= Deutsche Akademie der Wissenschaften zu Berlin. Schriften der Sektion für Vor- und Frühgeschichte, vol. 24)
- Tilleda; eine Königspfalz am Kyffhäuser Teil 2. Die Vorburg und Zusammenfassung. [Tilleda; un Palacio Real en Kyffhäuser. Parte 2. The Bailey y Sinopsis] Akademie-Verlag, Berlín 1990 (= Deutsche Akademie der Wissenschaften zu Berlin. Schriften der Sektion für Vor- und Frühgeschichte, vol. 40)